# Liste de prénoms néerlandais
Cet article présente une liste non exhaustive de prénoms néerlandais.

## Prénoms masculins

### A
- Aalbert, Aarend, Aart,
- Adriaan ou Adriaen (forme archaïque) : correspond à Adrien
- Aelbert, Aïke
- Alycan, Allycan
- Andries,
- Anthonij, Anthonius (Theunis), Anton (en),
- Arjen, Arnold, Arte (Aart), Aubrey, Augustyn,
- August

### B
- Baltus, Barent, Barthold, Bastiaan (Bas), Bram, bart
- Baldwijn

### C
- Caspar, Cas
- Cees, Kees : diminutifs de Cornelis, Cornelius
- Chris : diminutif de Christiaan ou de Christoffel,
- Christiaan : équivalent de Christian,
- Christoffel : équivalent de Christoffe,
- Claas : diminutif de Nikolaas, équivalent de Colas/Nicolas (voir aussi Klaas)
- Clemens,
- Conrad (de), Constantijn, Coos, Cor,

Cas

### D
- Daam, Daendels, Diderik, Diederik, Diewer, Dionijs, Dirck,
- Dirk : équivalent de Thierry (exemple Dirk Martens)
- Donatus : diminutif Don
- Dorus, Dries,Diewer

### E
- Eduard : diminutif Ed, Eddy
- Eelke,
- Egbert,
- Epke,
- Eeckeman,
- Erwin, Ewen

### F
- Faas, Fijtge, Floris, Famke,
- Frans, Frank : équivalents de François et Franck
- Frederek, Freek, Frem,
- Frenkie

### G
- Gerard, Geerd, Geert, Gerrit, (ne pas confondre avec le prénom féminin Gerd) : équivalents de Gérard
- Gerolt,
- Gervaas, Giel, Gijsbert, Govert, Gregor, Gysbert,Gijs
- Guido équivalent de Guy
- Guus diminutif de August

### H
- Hannes, Har
- Hendrick (forme archaïque), Hendrik, Hendrikus, diminutif Henk, diminutif Rik, Harrie : équivalents de Henri
- Herlof, Herman
- Hubrecht, Huub, Huib, Huibrecht, Huijbert, Huybert : équivalents de Hubert
- Huyck, Huygen,
- Hugo

### I
- Ireneus, Ivar, Izaak,

### J
- Jaap,
- Jacobus (Cobus), Jakob : équivalents de Jacques/Jacob
- Jan et son diminutif Jantje : équivalent de Jean
- Japie,
- Jeroen : équivalent de Jérôme
- Joannes : équivalent de Jean
- Jochem,
- Joep,
- Johan, Johannes : équivalent de Jean
- Joop,
- Joost : équivalent de Josse
- Joren, Jorgen,
- Joris : équivalent de Georges
- Jos,
- Jur
- Julius

### K
- Karel : équivalent de Charles
- Klaas : diminutif de Nikolaas, équivalent de Colas/Nicolas (voir aussi Claas)
- Kobie,
- Koen,
- Koenrad : équivalent de Conrad
- Krelis,

### L
- Laurens : équivalent de Laurent
- Leendert,
- Leo : équivalent de Léon
- Lieb,
- Lieven, à ne pas confondre avec le prénom féminin Lieve
- Lieuwe,
- Lodewijk, Lukas, Lusger,

### M
- Machiel, Michiel : équivalent de Michel
- Maarten : équivalent de Martin
- Maartje, Mannus,
- Mark : équivalent de Marc
- Marthinus, Martijn : équivalent de Martin
- Mathys, Matthys, Matthijs : équivalents de Matthieu
- Maurits : équivalent de Maurice
- Menno, Mertijn, Mewis,

### N
- Neeltje, Nicolaes, Niek, Niels, Nijs, Nikolaas, Nys,

### O
- Okkert, Olaf, Otto
- Onno

### P
- Paulus,
- Peter, Piet, Pieter : équivalents de Pierre
- Pouw, Priit,
- Paul, Paullie : équivalents et diminutifs de Pauline

### R
- Reignier : équivalent de Rainier
- Reimond, Rembrandt, Riaan, Rijkerd, Rip,
- Rijkaard, Rykaard : équivalents de Richard
- Remco ou Remko
- Robbert,
- Roeland,
- Roelof,
- Rogier,
- Rombert, Ruben, Rutger, Rutgert,

### S
- Samuel (Saam), Sander,
- Sebastiaan (Bas), (Bastiaan),
- Sijthoff, Sil, Snouck,
- Staaf : diminutif de Gustaaf : équivalent de Gustave
- Staats,
- Staf : diminutif de Gustaaf : équivalent de Gustave
- Stefaan, Stephanus,
- Stijn : diminutif de Constantijn,
- Stoffel, Surae,

### T
- Taco,
- Thijs,
- Thomas (diminutif Tom)
- Tiebout : équivalent de Thibaut
- Tobias, Toff, Toon, Tryntje, Tymen,

### U
- Uys,

### V
- Vaast, Valentijn,

### W
- Wikke
- Wilhelmus, Willem : équivalent de Guillaume
- Willem-Jan,
- Willy : diminutif de Willem,
- Wim,
- Wouter : équivalent de Wauthier

## Prénoms féminins

### A
- Aafke, Aaghie, Aaltje, Ada, Adriaantje, Adride, Aefje, Aeltje, Agnietje, Akke, Alerta, Aletta, Amelia,
- An (souvent orthographiée à l'anglaise : Ann), Ana, Anne, Anna, Annaatje, Anneke, Annetje, Antje,
- Annika
- Aniek, Anouk, Antke,
- Ariaantje, Anneleen

### B
- Baltje, Bartje, Beletje,
- Betje, Betty : équivalent d'Élisabeth
- Bloeme,
- Bente

### C
- Christyntje, Claasje, Cokkie, Cunegonde
- Corene : équivalent de Corinne

### D
- Daatje, Dievertje, Dirkje, Divertje, Doortje, Dorinthe

### E
- Eefke, Eline,
- Eefie, Eva (en) : équivalent d'Eve
- Els, Elsbet, Elsie, Elsje, Elly : équivalent d'Élisabeth
- Emmetje, Engeltje,
- Erna, Ernie, Erne : diminutifs d'Ernestina,

### F
- Femke, Famke, Femmeke, Femmetje,
- Fletje, Floortje, Florentijntje, Fransiska, Fransje, Fytie,frankj
- Freya

### G
- Geerta,
- Geertje : équivalent de Géraldine
- Geertruda, Geertruijd : équivalent de Géraldine
- Geesje, Gepje,
- Gerd, Gerda,
- Gertrudis : équivalent de Gertrude
- Giertje,
- Godelieve : littéralement « aimée de Dieu »,
- Gonda,
- Greet, Greta : diminutifs de Margareta, équivalent de Marguerite
- Guusta : diminutif de Augusta

### H
- Hanneke, Hansje,
- Heleentje : équivalent d'Hélène
- Heller,
- Hendrika : équivalent d'Henriette
- Hermina : version féminine de Herman
- Hilda, Hilde : diminutifs de Reinhilde
- Hilke, Hilletje,

### I
- Inge, Ingeborg,
- Ingrid,
- Ineke,

### J
- Jaapje,
- Jacoba, Jara
- Jan, Jana, Janna, Janne équivalents de Jeanne
- Jannetje, Jansje, Jantje : équivalent de Jeannette
- Jenne, Jenny : équivalent de Geneviève
- Jetje, Jikke,
- Joanna, Johanna, Johanne,
- Jo, Joke : diminutif de divers autres prénoms
- Jolanda : équivalent de Yolande
- Juliana,
- Jutte, Juut,

### K
- Kaat, Kaatje, Katrijn, Katryn, Katryne : équivalents de Catherine
- Karin, Karina, Karine : équivalents de Carinne
- Kastanje,
- Katlijn, Katelijn : équivalent de Catheline
- Kiana, Kim
- Klaartje, Klaasje,
- Klara,
- Krisje, Kristien, Kristijntje : équivalents de Christine

### L
- Lara
- Leen, Leena, Leentje, Lena : équivalent d'Hélène
- Leida, Lenoor, Letje, Liene,
- Lijdia,
- Lisa,
- Lieven,
- Lydia,
- Lysje,

### M
- Maaicke, Maaike
- Maartje : équivalent de Marthe
- Magda, Magdaleentje : équivalent de Madeleine
- Margarietje, Margreet, Margretha, Margriet : équivalent de Marguerite
- Maria, Marja, Marieke, Marijke : équivalent de Marie
- Marijse, Mariken, Mariska, Marit, Maritje,
- Marleen : équivalent de Marlène
- Marloes, Martiena, Miep, Mijntje,
- Monika, Myla

### N
- Naatje,
- Nadia,
- Neeltje : signifiant "petite Hélène"
- Nelleke, Nida,
- Noortje, Nora : diminutifs de Eleonora, équivalent de Éléonore
- Nienke,
- Nika

### O
- Oeke,

### P
- Patricia,
- Paulyntje, Petra, Petronella,
- Pieternella : équivalent de Pierrette

### R
- Regina, Resyntje,
- Ria : diminutif de divers prénoms
- Rianne, Rie,
- Rika : diminutif de Frederika
- Romy, Ronja, Roos, Roosje, Rozemond,

### S
- Saartje : diminutif de Sara et de Sartre
- Sanna, Sanne (nl), Sanneke,Sannertje,
- Saskia,
- Seer, Sien, Sientje,
- Siska, Sjoukje, Soucke,Steentje, Stien,

### T
- Teuntje, Thialda, Tientje, Tietje,
- Tina : diminutif de divers prénoms (Ernestina, Martina, etc.)
- Toontje, Tressje, Trijn, Trintje,
- Trui, Truida, Truitje : diminutifs de Geertrui etc., équivalent à Gertrude
- Tineke

### U
- Urseltje,

### V
- Valentyn, Veerle, Vrouwtje,

### W
- Wilhelmina,
- Willibrord,
- Wimpje, Wyntje

### Y
- Ydje,
- Ymkjen : prénom frison, signifiant "Miel"

### Z
- Zjarritjen (Tjaatje),
- Zulma